# Elena Zaniboni
Pour les articles homonymes, voir Zaniboni.
Elena Zaniboni (née le 9 mars 1939 à Alexandrie) est une harpiste italienne.
Elle est considérée comme la plus fameuse des harpistes en Italie. Son répertoire remonte aux origines de la musique pour harpe jusqu'à la musique la plus contemporaine. 23 compositeurs lui ont dédié une de leurs œuvres, parmi lesquels Marco Betta, Franco Donatoni,  Lorenzo Ferrero, Carlo Galante,  Domenico Guaccero, Franco Mannino,  Virgilio Mortari, Francesco Pennisi, Nino Rota,  Mario Zafred.